# JABBERLOOP
JABBERLOOP（ジャバループ）は日本の4人組のクラブジャズ・バンドである。

## メンバー
MAKOTO
長友誠（ナガトモマコト）、1978年5月13日 - 、宮崎県高千穂町出身、B型。
トランペット、フリューゲルホルン担当。
大阪芸術大学卒。大阪芸術大学ジャズ研究会出身。
2005年3月、加入。
DAISUKE
後藤大輔（ゴトウダイスケ）、1980年10月29日 - 、京都府京都市出身、A型。
サックス（アルト、ソプラノ、テナー）担当。
大阪音楽大学卒。元K-106。
MELTEN
岸本亮（キシモトリョウ）、1983年2月13日 - 、京都府京都市出身、AB型。
キーボード担当。
fox capture planにも所属。
大阪音楽大学卒。
2005年3月、加入。
YUKI
永田雄樹（ナガタユウキ）、1979年6月23日 - 、滋賀県彦根市出身、B型。
ベース担当。

### 元メンバー
DJ Shinsuke
山本信輔（ヤマモトシンスケ）、1979年5月8日 - 、滋賀県蒲生郡竜王町出身、B型。近江兄弟社高等学校中退。
DJ担当。
2009年7月、脱退。
YOHEI
斉藤陽平（サイトウヨウヘイ）、1981年7月15日 - 、滋賀県大津市出身、B型。
ドラム担当。
結成時からのメンバー。
甲陽音楽学院卒。
2016年10月、一身上の都合によりバンドを卒業。

## 来歴
2004年
- 2月、京都にて結成。Sax(DAISUKE)、Guitar(名前不明)、Bass(YUKI)、Drums(YOHEI)、Turntable(SHINSUKE)の5人編成で始動。ヒップホップの要素を多く取り入れた音楽スタイルで主に京都、大阪、滋賀、神戸でクラブやライブハウスを中心にライブ活動。
- 10月、1stマキシシングル『HOCK ME UP』をリリース。京都のライブハウスLive Spot RAGにてリリースライブ開催。

2005年
- 3月、ギターが脱退。MAKOTO (Trumpet)とMELTEN (Keyboard)が加入。Sax、Trumpet、Keyboard、Bass、Drums、Turntableという6人編成になる。クラブジャズを主体とした音楽スタイルで再始動。
- 6月、2ndマキシシングル『RE:LOOP』をリリース。
- 8月、活動の拠点を東京へ移す。

2006年
- 3月、青木カレンと共演。
- 5月、西日本ツアー（京都、大阪、宮崎、福岡、大分、長崎）。
- 9月、3rdマキシシングル『INFINITE ROOM』をリリース。リリース日に渋谷neoにてJABBERLOOPプロデュースイベント「INFINITE」を開催し250名動員。
- 10月、『INFINITE ROOM』リリースツアー（京都、大阪、宮崎、福岡、大分、長崎、熊本、鹿児島）。

2007年
- 2月、BS-iにて「MusicTide」放送。番組のゲストアーティストとして特集される。
- 4月、Shibuya PLUGにて隔月イベントを開催。PLUGとコラボレーションした「INFINITE」となる。
- 5月、ロンドンのMukatsuku Records（Nik Weston主宰）より12inch EP『UGETSU』をリリース。デビュー前から国内はもとよりジャイルス・ピーターソン、Juergen(Jazzanova)、Patrick Forge(Da Lata)など、海外のトップDJがプレイ。BS朝日にて「Groovin' Jazz Night」放送。須永辰緒と共にゲスト出演する。
- 6月、京都CLUB METROにてThe Five Corners QuintetのトランペッターJukka Eskolaと共演。須永辰緒の夜ジャズにてNicola Conte Bandと共演。
- 7月、コロムビアミュージックエンタテインメントより1stアルバム『and infinite jazz...』でメジャーデビュー。『and infinite jazz...』ツアー。
- 8月、タワーレコードのコンピレーション・アルバム 『JAZZ DANCER 2』に「ATMOSPHERE ENTRY」が収録される。
- 9月、瀧澤賢太郎3rdアルバム『HEART TO HEART』に参加。
- 10月、須永辰緒の夜ジャズにて、Recloose Bandと共演。ベルギー大使館にてJean-Francois Maljeanと共演。
- 11月、Routine Records（小林径主宰）が、日本を代表するクラブジャズバンドを集めたコンピレーションアルバム『Routine Jazz Presents "Nouvelle Vague"』に「UGETSU」が収録される。
- 12月、『and infinite jazz...』が「ADLIB AWARDS 2007 国内クラブ・ダンス賞」（ADLIB誌）を受賞。Jean-Francois Maljeanのアルバム『FLAVOR LOUNGE STYLE LATIN ONE』にリミックスで2曲参加。渋谷JZ Bratでの同リリースパーティーにも参加。Rieのアルバム『FLAVOR GROOVE CASE HOUSE STYLE CROSS TO YOU』にプロデュースで参加、同アルバムのautumn leave'sのプロデュースにはMELTEN、YUKIが参加する。リカちゃんの40周年を記念したコンピレーション・アルバム『Licca WORLD TOUR』に「MISSING MY BIRD」が収録される。

2008年
- 1月、横浜Motion Blueの「afrontier」にゲストで出演する。swatch銀座店の春夏コレクションパーティーにゲスト出演する。
- 2月、渋谷JZ BratでのSIMBADのリリースパーティーにゲスト出演する。鈴木亜美のアルバム『DOLCE』のROCKETMANのプロデュースにDAISUKE、MAKOTOが参加する。「COOL TO KOOL」に2回目の出演。
- 3月、佐藤竹善のリミックスアルバム『CORNERSTONES DOMESTIC MIX at the lounge』にリミックスで参加する。西麻布YELLOWにて『Nouvelle Vague』のリリースパーティーに出演する。コンピレーション・アルバム『jazz & flowers』にDJ ShinsukeとDJ Nicheによる青木カレンのリミックスが収録される。「夜ジャズ Experience」に初めてメインアクトとして出演する。
- 5月、コンピレーション・アルバム『Nu-Jazz Conference @ Tokyo』に「MISSING MY BIRD」「ATMOSPHERE ENTRY」「IN:GROOVE」の3曲が収録される。宮崎国際ストリート音楽祭にゲスト出演。
- 6月、青木カレンの3rdアルバム『SHINING』に2曲プロデュース参加。dorlisのアルバム『swingin' singin' playin'』にプロデュース参加。FASCINATED SESSIONのアルバム『FASCINATED SESSION』にDAISUKE、MAKOTO、YOHEIが合わせて6曲で参加する。
- 7月、コロムビアミュージックエンタテインメントより初のワークスアルバム『Infinite Works』をリリース。堤真一主演の映画『クライマーズ・ハイ』のサウンドトラックに参加する。

2009年
- 3月、コロムビアミュージックエンタテインメントより2ndアルバム『CHECK THIS OUT!!』をリリース。
- 7月、代官山UNITにて『平日だけど七夕なのでワンマンしちゃいますスペシャル』を開催。DJ SHINSUKE　(Turntable)が脱退。MAKOTO (Trumpet)、DAISUKE (Sax)、MELTEN (Keyboard)、YUKI (Bass)、YOHEI (Drums)の5人編成で再始動。Mt.Fuji music Festival 2009に出演。
- 8月、SAPPORO CITY JAZZ 2009[North jam Session]に出演。ミニ・アルバム『OOPARTS』をリリース。COLDFEET 『TEN remixes』にremixで参加。
- 11月、『REVENGE OF THE SPACE MONSTER』で全米デビュー。ライブ・アルバム『Live at Motion Blue Yokohama』をリリース。
- 12月、台湾の三重、台北にて初の海外公演を開催。

2010年
- 4月、『須永辰緒の夜ジャズ・外伝～All the young dudes～すべての若き野郎ども』に新曲「TIME PARADOX」で参加。
- 10月、3rdアルバム『攻め燃える』をリリース（収録曲『Round-Mirror Moon』がiTunesのジャズチャートの1位を長期に渡って獲得）。同作は、iTunes StoreのRe:WIND（年間最優秀アルバム）の国内ジャズ部門を獲得する。東名阪CLUB QUATTROツアーを開催。
- 12月、台湾のラッパーSOFT LIPAとの共作『経典!』をリリース（収録曲『dental driller』が人気サッカーゲーム『ウイニングイレブン2011』に使用される）。台湾のFes『simple life』に出演。台湾ツアー、大晦日カウントダウンlive開催。

2011年
- 4月、ヴィレッジヴァンガード限定ベスト・アルバム『JABBERLOOP Exclusive Best Selection』をリリース。
- 5月、SOFT LIPAとの共作アルバム『経典!』で台湾最大の音楽賞、第22届金曲奨（台湾政府主宰グラミー賞）にて年間ベスト・アルバムにノミネートされる。
- 9月、FESTA de RAMA 2011に出演。
- 10月、DJ MAKOTOのアルバム『SOULED OUT』にUNTOLDのREMIXで参加。台湾 THE WALLでワンマンlive『冬祭』。2枚組ベスト・アルバム『JABBERLOOP台湾特選集』を台湾でリリース。

2012年
- 5月、自身の主宰するレーベルINFINITE RECORDSが始動。ミニアルバム『イナズマ』リリース。台北、高雄ツアー THE WALL TAIPEI公館/THE WALL KAOHSIUNG PIRE-2。
- 7月、デビュー5周年記念盤となる4thアルバム『5』リリース。『5』リリースLIVEを代官山unitで開催。
- 10月、渚音楽祭2012に出演。上海最大級のJAZZフェス 『2012 JZ Festival Shanghai 』にSOFT LIPAと出演。
- 11月、下北沢GARDENでワンマンLIVE。

2013年
- 4月、初のライブDVD『555 JABBERLOOP THE 5TH ANNIVERSARY DVD』リリース。Billboard Live TokyoワンマンLIVE。
- 6月、ソノダバンドとの2マンライブツアーを開催。
- 8月、ツアーファイナルの様子を収めた『SUMMERに向けてまっしぐら ツアー LIVE DVD』リリース。
- 9月、ライブツアー『JAZZ目線』を開催、同タイトルの会場限定CDをリリース。

2014年
- 1月、アルバム『魂』をリリース。渋谷PLUGで『魂』始動ワンマンLIVE 2DAYS『魂に火をつけろ』。
- 12月、台湾盤『魂』をリリース。それに伴い台北Legacy、台中Legasyでワンマンツアー開催。

2015年
- 4月、ヴォーカル・コレクション・アルバム『feat.』をリリース。
- 8月、上京10周年に伴い、バンドの故郷である滋賀県で野外夏フェス『Mother Lake Jazz Ferstival』を開催。同じく東京でも上京10周年記念公演をSHIBUYA ENTERTAINMENT THEATER PLEASURE PLEASUREにて開催。

2016年
- 4月6日にヴィレッジヴァンガード下北沢店限定でリリースされた出雲咲乃のデビューシングル「当流女」の編曲と演奏を担当。
- 10月のライブをもってYOHEI(Drums)が一身上の都合によりバンドを卒業。

## ディスコグラフィー

### シングル
1. HOCK ME UP（2004年10月）
  1. Q-TRACK
  2. MONDAY COMES AGAIN
  3. HOCK ME UP
2. RE:LOOP（2005年5月）
  1. RE:LOOP
  2. LOOK TO THE SKY
  3. GRAVEL PIT MAN
3. INFINITE ROOM （2006年9月）
  1. Welcome to INFINITE ROOM
  2. ATMOSPHERE ENTRY
  3. 6th CONTINENT
  4. IN:GROOVE

### 配信限定シングル
| 発売日        | タイトル           | レーベル                   |
| ------------- | ------------------ | -------------------------- |
| 2022年2月23日 | Canvas             | STANDO/junonsaisai records |
| 2022年5月11日 | Orange / continuum | junonsaisai records        |

### アルバム

#### 海外リリース
1. USベストアルバム REVENGE OF THE SPACE MONSTER (アミューズソフトエンタテインメント2009年11月)
2. 月光（顔社 KAO!NK. 2010年12月）
3. JABBERLOOP台湾特選集（2011年10月）
4. 魂（顔社 KAO!NK. 2014年10月）

### DVD
1. LIVE DVD at DAIKANYAMA UNIT（MOUSTACHE / INFINITE RECORDS 2010年4月）
2. 555 JABBERLOOP THE 5TH ANNIVERSARY DVD（INFINITE RECORDS 2013年4月）
3. JABBERLOOP×ソノダバンド『SUMMERに向かってまっしぐらツアー』（巡音彩祭2013年8月）
4. JABBERLOOP "CORE" TOUR DVD（巡音彩祭2021年4月）

### アナログレコード
1. UGETSU（Mukatsuku Recored 2007年5月）
  1. Ugetsu
  2. In Groove - Extended DJ Mix
  3. 6th Contonent
  4. Look To The Sky

### 参加作品
- JAZZ DANCER 2（タワーレコードコンピレーション・アルバム）
  - ATMOSPHERE ENTRY
- 青木カレン 2ndアルバム「Groovin' Jazz Night presents Karen」
  - MY FAVORITE THINGS
  - SMELLS LIKE TEEN SPIRIT
- 瀧澤賢太郎 3rdアルバム「HEART TO HEART」
  - THE YOUTH THEME（MAKOTO、DAISUKE、MELTENのみの参加）
- 「Routine Jazz Presents "Nouvell Vargue"」（Routine Recordsコンピレーション・アルバム）
  - UGETSU
- Jean-Francois Maljeanカヴァーアルバム「FLAVOR LOUNGE STYLE LATIN ONE」
  - SPARTACUS、RED BATH（リミックス）
- 「Licca WORLD TOUR」（リカちゃん40周年アニバーサリーコンピレーション・アルバム）
  - MISSING MY BIRD
- IDEA6リミックスアルバム「REMIX」
  - JUNIOR IS BACK!（MELTEN、YUKIのみの参加）
- Rieカヴァーアルバム「FLAVOR GROOVE HOUSE CASE」
  - INTERLUDE
- 鈴木亜美 2ndアルバム「DOLCE」
  - アイノウタ feat.YOU THE ROCK★（DAISUKE、MAKOTOのみの参加）
- 佐藤竹善「CORNERSTONES DOMESTIC MIX at the lounge」
  - 生まれ来る子供たちのために(JABBERLOOP Remix)
- フレイバー・オブ・ラウンジ－ダリア（コンピレーション・アルバム）
  - MY FAVORITE THINGS
- Nu-Jazz Conference @ Tokyo（コンピレーション・アルバム）
  - MISSING MY BIRD
  - IN:GROOVE
  - ATMOSPHERE ENTRY
- 青木カレン 3rdアルバム「SHINING」
  - FLY ME TO THE MOON
  - ARE YOU GONNA GO MY WAY
- FASCINATED SESSION 1stアルバム「FASCINATED SESSION」
  - Fire Cracker (Fascinations + JABBERLOOP)
  - NIGHT IN TUNISIA (Fascinations + JABBERLOOP)
  - Saturday In The Park (Fascinations + JABBERLOOP)
  - JAZZ FOR TWO (native + Fascinations + JABBERLOOP)
  - PROOF OF THE PUDDING (Fascinations + JABBERLOOP)
  - LET'S GET SWINGING (native + Fascinations + JABBERLOOP)
- JAZZ CONNECTION around the shibuya corner（カフェ&ダイニング「スタジオ」コンピレーション・アルバム）
  - Look To The Sky
- クライマーズ・ハイ サウンドトラック
  - Mona Lisa（covered by JABBERLOOP）
- SOULHEAD 4thアルバム「SOULHEAD」
  - Cosmic Walking（DAISUKE、MAKOTOのみの参加）
- DJ MAKOTO [SOULED OUT]
  - UNTOLD（RE:MIX by JABBERLOOP）
- 「オカンの嫁入り」オリジナル・サウンドトラック
  - バミューダ・トライアングル
  - Fish in the sky
- 三宅伸治トリビュート・アルバム『ソングライター』
  - フェニックス・ハネムーン（MAKOTOのみ参加）